# Vincenzo D'Arienzo
Vincenzo D'Arienzo (San Cipriano Picentino, 27 dicembre 1965) è un politico italiano.
È stato consigliere provinciale e comunale di Verona, deputato alla Camera dal 15 marzo 2013 al 22 marzo 2018 e senatore della Repubblica dal 23 marzo 2018 al 12 ottobre 2022 per il Partito Democratico.

## Biografia
Nato a San Cipriano Picentino (Salerno), nel 1989 si trasferisce a Verona, dov'è tutt'ora residente. Dal 1999 al 2002 è stato Rappresentante militare fino interregionale nella Guardia di finanza.
Alle elezioni amministrative del 1999 si candida al consiglio provinciale di Verona, tra le liste dei Democratici di Sinistra (DS) a sostegno del candidato presidente de L'Ulivo Franco Bonfante, venendo eletto consigliere provinciale e confermandosi alla tornata elettorale del 2004 con i DS e del 2009 con il Partito Democratico (PD), andando a ricoprire l'incarico di capogruppo in consiglio provinciale.
Esponente del Partito Democratico della Sinistra (PDS), nel 1998 aderisce alla svolta di Massimo D'Alema dal PDS ai Democratici di Sinistra, divenendo membro della segreteria provinciale, della Direzione provinciale e segretario organizzativo provinciale di Verona dal 1999 al 2001.
Nel 2007 aderisce alla confluenza dei DS nel PD, venendo eletto a novembre 2010 segretario provinciale di Verona, dimettendosi da capogruppo in consiglio provinciale e ricoprendo il ruolo fino a maggio 2013, quando si dimette a seguito della sua elezione a deputato.
Alle elezioni amministrative del 2012 si candida al consiglio comunale di Verona, tra le liste del Partito Democratico a sostegno del candidato sindaco del centro-sinistra Michele Bertucco, risultando eletto consigliere comunale e rassegnando le dimissioni da consigliere provinciale il 24 luglio 2012.
Nel dicembre 2012 partecipa alle elezioni primarie del PD per scegliere i candidati al Parlamento alla imminenti elezioni politiche, venendo candidato alla Camera dei deputati, tra le liste del Partito Democratico nella circoscrizione Veneto 1, risultando eletto deputato e dimettendosi da consigliere comunale a Verona il 15 aprile 2013. Nel corso della XVII legislatura ha fatto parte della 4ª Commissione Difesa, dov'è stato relatore sul provvedimento della legge di stabilità 2014 e si è fatto promotore di un disegno di legge sulla tutela del posto di lavoro per i malati di cancro.
Alle elezioni politiche del 2018 viene candidato al Senato della Repubblica, tra le liste del PD nel collegio plurinominale Veneto - 02, venendo eletto senatore. Nella XVIII legislatura della Repubblica è stato segretario d'aula del gruppo parlamentare del Partito Democratico a Palazzo Madama, componente della 8ª Commissione Lavori pubblici, comunicazioni e della Commissione parlamentare d'inchiesta sulle attività illecite connesse al ciclo dei rifiuti e su illeciti ambientali ad esse correlati.
In vista delle primarie del PD del 2019 sostiene la mozione del segretario uscente Maurizio Martina, ex ministro delle politiche agricole nei governi Renzi e Gentiloni e rappresentante l'area "filo-renziana" del partito, che risulterà perdente arrivando secondo con il 22% dei voti dietro a Nicola Zingaretti (66%).
Nel dicembre 2019 è tra i 64 firmatari (di cui solo altri 6 del Pd) per il referendum confermativo sulla riduzione dei parlamentari svoltosi nel settembre 2020.
In vista delle elezioni politiche anticipate del 2022 decide di non ricandidarsi al Parlamento.
Alle elezioni primarie del PD del 2023 sostiene la mozione di Stefano Bonaccini, presidente della Regione Emilia-Romagna dal 22 dicembre 2014, ma viene sconfitto dalla deputata del PD Elly Schlein.